# Aglossa caprealis
Aglossa caprealis là một loài bướm đêm loài thuộc họ Pyralidae. Nó được tìm thấy trên toàn cầu dù phạm vi phân bố gốc của nó được cho là Tây Eurasia hoặc các vùng phụ cận như các loài Aglossa khác.
Sải cánh dài 23–27 mm. Con trưởng thành bay từ tháng 6 đến tháng 8, tùy theo địa điểm.
Ấu trùng ăn dry plant waste, grain (e.g. maize), hay, straw và decaying manure. Sometimes, they even eat animal carcasses, suet, lard, pork rinds và other fatty materials.

## Synonyms
Alternate but now-invalid danh pháp khoa họcs of this species are:
- Acrobasis incultella Walker, [1866]
- Aglossa cuprealis (lapsus)
- Aglossa cuprialis (lapsus)
- Aglossa domalis Guenée, 1854
- Crambus capreolatus Haworth, 1809 (unjustified emendation)
- Pyralis aenalis Costa, 1836
- Pyralis caprealis Hübner, [1809]
- Tetralopha enthealis Hulst, 1886